# استنتورپ، کوئینزلند
استنتورپ (به انگلیسی: Stanthorpe) یک شهرک در استرالیا است که در کوئینزلند واقع شده‌است.